# Super Junior-Happy
Super Junior-H (en hangul, 슈퍼주니어-해피), también conocido como Super Junior-Happy o Suju-Happy (en hangul, 슈주-해피), es la cuarta subunidad oficial del grupo coreano Super Junior. Está conformada por seis miembros: Leeteuk, Yesung, Kangin, Shindong, Sungmin, y Eunhyuk.

## Carrera

### 2008:Cooking? Cooking!yPajama Party
Para el año 2008, todos los miembros de Super Junior estaban distribuidos en subunidades, a excepción de Kibum. Super Junior-Happy se formó de la alineación de los miembros de Super Junior-T, sin Heechul, que fue reemplazado por Yesung. Super Junior-Happy tuvo su primera presentación el 3 de mayo de 2008 en Power Concert sin presentarse como una subunidad en ese momento. 
El 30 de mayo de 2008, SM Entertainment lanzó un comunicado oficial donde informaban de la formación de una nueva subunidad de Super Junior. El primer EP de la subunidad fue Cooking? Cooking! que fue lanzado el 5 de junio de 2008. El video musical para la canción principal «Cooking? Cooking!» fue revelado el mismo día.
Super Junior-H debutó oficialmente el 7 de junio de 2008, interpretando su canción «Cooking? Cooking!» en el Dream Concert de ese año. El día después de su debut, el grupo celebró su primera reunión con fanes. En la mañana del 6 de junio, cerca de un millar de fanes se reunieron en el lugar de venta de entradas para obtener una. El EP vendió cerca de 10 000 copias en la primera semana de lanzamiento. Según la Asociación de la Industria Musical de Corea del Sur, el EP logró vender 27 122 copias hasta finales de agosto, y llegó a la posición 5 en los charts mensuales. 
Super Junior-H lanzó un segundo sencillo, llamado «Pajama Party» el 3 de agosto de 2008. El video musical fue revelado el 4 de agosto. Su ronda de promociones incluyeron varios programas musicales surcoreanos y duraron solo un mes. Las promociones para el EP finalizaron el 7 de agosto de 2008.
Esta subunidad solo tuvo promoción en 2008, por lo que se considera una subunidad inactiva.

## Discografía
EP
- 2008: Cooking? Cooking!

Sencillos
- 2008: «Pajama Party»

## Premios y nominaciones
- 2008: Mnet Asian Music Awards - Mejor presentación de baile (Nominado)[4]